# Ringsted-Hallen
La Ringsted-Hallen est un hall omnisports situé à Ringsted, dans la région du Sjælland, où évolue le club de handball du TMS Ringsted, club évoluant en Håndboldligaen.